# Xanthotrogus cariniclypeatus
Xanthotrogus cariniclypeatus är en skalbaggsart som beskrevs av Keith 2003. Xanthotrogus cariniclypeatus ingår i släktet Xanthotrogus och familjen Melolonthidae. Inga underarter finns listade i Catalogue of Life.